# Demokratismus
Der Begriff Demokratismus ist von Demokratie abgeleitet und bezeichnet üblicherweise eine weit verbreitete demokratische Gesinnung bzw. demokratische Ethik.
Aufgrund sich wandelnder Bedeutungen des Begriffs Demokratie und der damit verbundenen, unterschiedlichen Interpretationen des Demokratismus wurde der Begriff unterschiedlich verwendet: Tomáš Garrigue Masaryk nannte den Demokratismus eine „Welt- und Lebensauffassung“, die mit ihrer demokratischen Sicht der Dinge die ethische Grundlage des politischen Systems der Demokratie bildet, Max Scheler nannte den Demokratismus die „philosophische Überzeugung, dass die Massen [...] es sind, die in der Gestaltung aller möglichen Gruppenformen [...] sowohl die bewegenden und gestaltenden als auch die idee- und normsetzenden Kräfte sind“.
Heute eher selten, wird Demokratismus im anglo-amerikanischen Raum in einer positiven, im deutschsprachigen zuweilen in einer abwertenden Bedeutung gebraucht. Im Brockhaus wird er als „übertriebene Anwendung demokratischer Prinzipien, die jedoch in Wirklichkeit den Grundsätzen der Demokratie widerspricht“, definiert. Der Duden beschreibt Demokratismus als „formalistische Übertreibung demokratischer Verfahrensweisen“.
Friedrich Nietzsche urteilte: „Demokratismus war jeder Zeit die Niedergangs-Form der organisierenden Kraft: ich habe schon in ‚Menschliches, Allzumenschliches‘ 1, 318 die moderne Demokratie samt ihren Halbheiten, wie ‚deutsches Reich‘, als Verfallsform des Staats gekennzeichnet.“ Bei Friedrich Schlegel findet sich der Begriff dagegen in positiver Wendung.
In letzter Zeit findet der Demokratismus wieder verstärkt Anwendung zur Kennzeichnung einer demokratischen Weltanschauung und wird als Ergänzung zum institutionellen System der Demokratie verstanden, um deren ideelle Prinzipien sichtbar zu machen. Gregor Husi & Marcel Meier Kressig etwa beziehen den Begriff auf die Werte Freiheit, Gleichheit und Sicherheit und begreifen Modernisierung als Verwirklichung dieser Wertetriade. Dabei wird Max Webers theoretische Vorstellung von Werteverwirklichung aufgegriffen und ergänzt. Sicherheit, so die historische These, sei seit den großen europäischen Revolutionen des 18. und 19. Jahrhunderts neben den insbesondere in der politischen Philosophie stets thematisierten Werten Freiheit und Gleichheit der dritte zentrale gesellschaftsprägende Wert gewesen und bis in unsere Tage geblieben. Der öffentliche Diskurs nach dem 11. September 2001 habe die Richtigkeit dieser Einschätzung nur noch bestärkt. Heutzutage seien alle Lebensbereiche von diesen ursprünglich politischen Werten durchdrungen. Es wird denn „vorgeschlagen, die Modernisierungstheorie fortan (und Modernisierungsvorhaben immer noch) an Freiheit, Gleichheit und Sicherheit auszurichten, auch wenn diese Wertetrias ... eine schwierige Dreiheit darstellt. Modernisierung erscheint dann als Versuch der Befreiung, Angleichung und (Ver-)Sicherung. Befreiung führt zu einem Leben in (mehr) Selbstbestimmung und Selbstverwirklichung; Angleichung sorgt für die Annäherung der Lebensverhältnisse verschiedener Menschen, ihrer Lebenschancen und Lebensrisiken; und Sicherung stellt den Menschen so weit wie möglich ein Dasein frei von fundamentalen Lebensrisiken und Lebensgefahren in Aussicht. ... Modernisierung bringt immer wieder von neuem andere Modernen hervor, die ihrerseits nach anderer Modernisierung verlangen“. Weniger die Differenz von Moderne und Postmoderne als der Widerstreit einer kraftlosen „Rostmoderne“ und einer „über sich selbst aufgeklärten, reflexiven Moderne“ gerate dabei in den Blick.
Ausdrücklich ein Mangel an Demokratismus wird zum Beispiel noch im Deutschland nach dem Zweiten Weltkrieg gefunden: „Die Kriegs- und Vorkriegsgeneration, deren tertiäre Sozialisation noch ganz in die Zeit des Nationalsozialismus fiel oder die sich gar schon 1933 aktiv für den Nationalsozialismus engagiert hatte, sperrte sich zumeist heftig gegen die von Westen eindringenden Ideen egalitärer Freiheit und politischer Autonomie. Die Verachtung des westlichen Liberalismus und Demokratismus war ungebrochen“.